# Lucas Gertz
Lucas Gertz (Bonn, Renania del Norte-Westfalia, 2 de mayo de 1990) es un jugador alemán de baloncesto. Mide 1,96 metros de altura y ocupa tanto la posición de Escolta como la de Alero. Pertenece a la plantilla del Hamburg Towers de la ProA alemana.

## Carrera profesional
Gertz empezó en el equipo juvenil de la NBBL del Basketball Löwen Braunschweig en 2006, con Cornelius Adler y Jusuf El-Domiaty como compañeros de equipo. El equipo hasta 2009 no logró nada, hasta que en 2011 liderados por Dennis Schröder y Daniel Theis se metieron en la Final-Four de la NBBL. En ese momento Gertz ya jugaba en el Braunschweiger Erstligareserve der SG FT/MTV de la ProB, con algo menos de 10 min por partido.
En la 2011-2012, ya jugaba 30 min por partido con el equipo de la ProB, llegando a cuartos de final donde perdieron con el BiG Oettinger Rockets Gotha. Las dos siguientes temporadas fueron eliminados en primera ronda de play-offs. Debutó también con el primer equipo jugando tres partidos cuando la permanencia ya estaba asegurada, y anotando tres puntos en los 6 min que dispuso. En la 2012-2013 siguió teniendo doble licencia, disputando sólo un partido con el primer equipo, en el que anotó 5 puntos, cogió 1 rebote y dio 1 asistencia en los 22 min que estuvo en la cancha.
Con la llegada del entrenador austríaco Raoul Korner en la temporada 2013-2014, Gertz empezó a entrar más en la dinámica del primer equipo, y aunque siguió teniendo doble licencia, jugó 7 partidos con una media de 4 min por partido, teniendo también la permanencia asegurada.
En la 2014-2015 como jugador ya a todos efectos del primer equipo, jugó 25 partidos con una media de 8 min.